# Музыкальное искусство в Омске
Музыкальное искусство в Омске развивалось при взаимодействии с другими сферами искусства в городе, такими как литературное, театральное и художественное.
В рамках торжественных мероприятий, посвящённых Победе в Великой Отечественной войне, ежегодно проводится городской фестиваль хоровых коллективов «Любовь и жизнь — тебе, Россия» с участием городских хоров и ансамблей ветеранов. В сквере им. 30-летия ВЛКСМ и на улице Тарской с ранней весны и до середины сентября проходят «Музыкальные субботы». Раз в два года в Омске проходит Международный фестиваль-конкурс детского и юношеского творчества «Омская звезда», который собирает более 2 тысяч юных исполнителей. Впервые в 2009 году прошли фестиваль-конкурс композиторов-песенников «Песни на Иртыше».
В то же время немногим омским музыкальным группам удалось стать известными за пределами родного города. Среди них выделяются группы «Гражданская оборона» и 25/17. По мнению руководителя единственного в городе онлайн-радио «Ракета» Максима Усова, омская музыка остановилась в развитии в 2011 году, а в других городах, в особенности в Европейской части России, уровень музыкантов намного выше. Депрессивная обстановка в Омске сказывается в том числе и на музыке, представленной блюз-роком и электроникой.

## История
До революции в городе действовали музыкальные классы Русского музыкального общества, а также Омское музыкальное училище филармонического общества, директором которого был талантливый пианист Б. В. Померанцев. Население приобщалось к музыке посредством религиозных заведений: церквей для основной массы, духовных семинарий для верхних слоёв общества. Также с музыкой знакомили гимназии.

### Советский период
Летом 1918 года белые заняли позиции красных в городе, и большая часть советских культурных организаций была упразднена. Окончательно советская власть установилась в 1920 году, но и после этого большевики нередко сталкивались с аполитическим или антисоветским настроем профессиональных работников искусства. На музыкальную жизнь Сибири, и Омска в частности, значительно повлияло перемещение сюда военнопленных, многие из которых были высококультурными людьми или музыкантами, получившими образование в консерваториях и академиях Европы. Оказались здесь и отечественные музыканты, бежавшие из Европейской части России из-за гражданской войны. Активным пропагандистом искусства в Омске был Г. Патушинский.
В феврале 1920 года на Атамановском хуторе при железной дороге была открыта 1-я советская музыкальная школа, к ноябрю обучающая 160 учеников (на 90 % — железнодорожники и их дети) и имеющая преподавательский состав в 12 человек. Здесь имелся класс народных инструментов.
25 мая 1920 года в Омске был создан подотдел искусств Сибирского отдела народного образования, который вместе с уже действующим внешкольным подотделом проводил обследование состояния художественной культуры Сибири и, в частности, регистрировал художников, музыкантов и других деятелей искусства Омска. Уже к октябрю работа по обследованию была завершена. Однако несмотря на наличие в Омске многих профессиональных музыкантов, руководителя у музыкальное секции подотдела искусств не было почти год, до 15 марта 1921 года. Несмотря на то, что Сибнаробраз издал указ о назначении на этот пост уехавшего в Томск Б. В. Померанцева, томские власти препятствовали отъезду талантливого музыканта.
К осени 1920 года открылась вторая музыкальная школа, а к концу 1921 года в обеих школах училось около 300 человек.
В учебном 1920/21 году начала действовать Омская единая советская музыкальная школа трёх ступеней (позднее — Омский музыкальный техникум), возглавляемая флейтистом В. И. Софроновым-Глинским. Среди её преподавателей были знаменитый певец А. П. Боначич, лучшие музыканты города О. Д. Семёнова, Н. С. Смагин, В. С. Клопотовская, Л. Н. Щербакова, Ю. М. Юровецкий и другие. Эту школу, наряду с томской, иногда называли Сибирской консерваторией, она была одним из трёх музыкальных вузов Сибири в 1920-е годы. Из большого количества учащихся в школу III ступени могли попасть только немногие. Вначале у школы, именуемой в сводке Сибнаробраза «государственной консерваторией», не было соответствующего помещения, что мешало начать работу в 1920 году.
В музыкальных школах того времени был дефицит инструментов и партитур. В то же время число желающих учиться было очень велико и не соответствовало возможностям образовательных учреждений. Это приводило к перегрузке преподавателей, а те из них, кто имел высокую квалификацию, одновременно вели и чрезвычайно интенсивную концертную деятельность. Их гастроли и занятость в оркестрах, ансамблях, руководство хорами также часто нарушали учебный процесс.
Со вводом новой экономической политики музыкальные школы, хоровые отделения, классы духовых и народных инструментов, курсы хормейстеров в Сибири снимались с государственного обеспечения и, поскольку не могли обеспечить самоокупаемость, закрывались. Государственная поддержка им имела меньший размер, чем аналогичная другим культурно-просветительским учреждениям, поскольку считалось, что музыкальные школы будут обеспечивать себя, давая платные концерты для обеспеченных слоёв населения. Но школы, учившие самым основам исполнительства, вести концертную деятельность не могли. Нехватка у них инструментов и нот была связана именно с отсутствием собственных финансов, так как в продаже почти всё необходимое имелось.
В августе 1923 года была закрыта 1-я музыкальная школа в железнодорожном районе, большинство учащихся которой происходили из рабочих и не могли оплачивать учёбу. Плата за обучение изменила социальный состав учащихся, структуру и содержание деятельности оставшихся школ. Почти все места стали платными, и стоимость обучения часто менялась в зависимости от колебания стоимости муки. С ней связывалась зарплата преподавателей. Так, преподаватель Омского музыкального техникума в учебном 1922/23 году получал в месяц за 104 академических часа зарплату в размере стоимости четырёх пудов муки на базаре. За учебный год техникум задолжал преподавателям сумму, равную стоимости около 600 пудов муки.

### Современный период
В городе ежегодно проводят Сибирский международный фестиваль органной музыки, Зимний музыкальный фестиваль «БЕЛАЯ СИМФОНИЯ», Фестиваль «Новой музыки», а также Фестиваль «Владимир Спиваков приглашает».
Омская филармония и Правительство Омской области раз в два года проводит «Международный конкурс скрипачей им. Ю.И. Янкелевича» , председатель жюри — Владимир Спиваков. С целью совершенствования исполнительского мастерства молодых музыкантов, Омский академический симфонический оркестр проводит ежегодный Областной конкурс «Солист оркестра». Так же проводится Межрегиональный фестиваль-конкурс русской песни им. Е.В. Калугиной